# Hermány
Hermány, románul Cașolț, németül Kastenholz település Romániában, Szeben megyében. Közigazgatásilag Veresmart községhez tartozik.

## Fekvése
Nagyszebentől északkeletre, a Szentágota felé vezető út mellett, a Hortobágy folyó jobb partján  fekszik. Itt halad el a németül Wusch-nak nevezett keskeny nyomtávú vasút, amely az 1960-as években Nagyszebent és Segesvárt kötötte össze.

## Története
Első ismert említése 1302-ből való, de a régészeti ásatások szerint a hely sokkal régebb óta lakott volt: a falutól 2 kilométernyire déli irányban 300-500 sírdombot tártak fel. Ezek valószínűleg a Kr. u. 100-300 időszakból származnak.
Az 1438-as és 1442-es török betörések súlyosan érintették a települést, 1456-ban pedig Vlad Dracul havasalföldi fejedelem csapatai égették fel. A falunak már 1505-ben saját iskolája volt. 1705, március 24-én a kuruc csapatok fosztották ki. 1707-ben a falu lakosai a kurucok elől Nagyszebenbe menekültek.
A falu régi román stílusú templomának a maradványai 1916-ban teljesen megsemmisültek. Az úgynevezett új templom 1805-1809 között épült, az orgonáját 1815-ben szentelték fel.

## Híres emberek
- 1836-1849 között a falu lelkésze Daniel Roth volt.

## Látnivalók
- Evangélikus templom
- Ortodox templom
- Római kori sírok (a falutól délre)

## Fordítás
Ez a szócikk részben vagy egészben  a   Caşolţ című német Wikipédia-szócikk ezen változatának fordításán alapul.  Az eredeti cikk szerkesztőit annak laptörténete sorolja fel. Ez a jelzés csupán a megfogalmazás eredetét és a szerzői jogokat jelzi, nem szolgál a cikkben szereplő információk forrásmegjelöléseként.